# Кауханева-Похьянкангас (национальный парк)
Кауханева-Похьянкангас (фин. Kauhanevan–Pohjankankaan kansallispuisto) — национальный парк в Финляндии в муниципалитетах Каухайоки и Карвиа областей Южная Остроботния и Сатакунта. Основан в 1982 году, занимает площадь 57 км². В парке имеется ряд болот, таких как Кауханева (16,3 км²).
В 2004 году парк был включён в Рамсарскую конвенцию о водно-болотных угодьях, имеющих международное значение. Он также является частью сети особо охраняемых природных территорий «Натура 2000». В 2015 году парк посетили 6300 человек.

## География

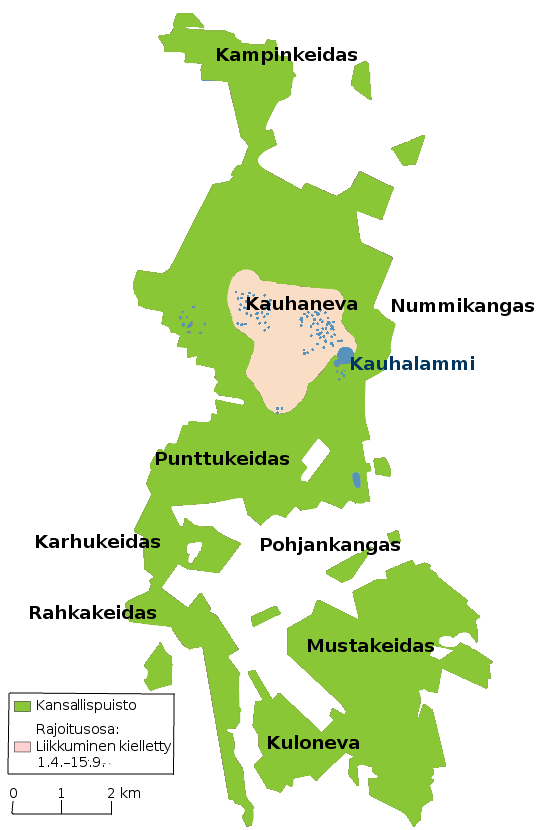
План национального парка

Территория Кауханева-Похьянкана находится на северо-западе водораздельной области Суоменселькя. Почвы в основном торфяные, коренные породы состоят из порфировидных гранитов.
Северная часть Кауханева находится в 170—177 м над уровнем моря, южная и западая части — около 160 м над уровнем моря.

## Посещаемость
| Год       | Посетителей | Источник |
| --------- | ----------- | -------- |
| 1993–1995 | 18 000      | [ 5 ]    |
| 1996–1999 | 12 000      | [ 5 ]    |
| 2000      | 6000        | [ 6 ]    |
| 2001      | 6000        | [ 6 ]    |
| 2002      | 6000        | [ 6 ]    |
| 2003      | 6000        | [ 6 ]    |
| 2004      | 6000        | [ 6 ]    |
| 2005      | 6000        | [ 6 ]    |
| 2006      | 6000        | [ 7 ]    |
| 2007      | 6000        | [ 8 ]    |
| 2008      | 3500        | [ 9 ]    |
| 2009      | 4500        | [ 10 ]   |
| 2010      | 5500        | [ 11 ]   |